# Saint-Maurice-du-Désert
Saint-Maurice-du-Désert è un comune francese di 723 abitanti situato nel dipartimento dell'Orne, nella regione della Normandia.

## Società

### Evoluzione demografica
Abitanti censiti